# Yajima Kajiko
Yajima Kajiko (矢嶋 楫子, 1833 – June 16, 1925) est la fondatrice du la Société réformatrice féminine et la présidente du chapitre japonaise de la Woman's Christian Temperance Union. Enseignante, pacifiste et militante chrétienne, elle participe activement l'avancement de l'éducation des femmes au Japon. Elle est aussi appelé Kaji Yajima par la presse américaine de l'époque. 
Yajima travaille avec Sasaki Toyoju, secrétaire de la WCTU japonaise. Ensemble, elles tentent de promouvoir la réforme des coutumes féodales qui soumettent le Japon à l'Occident et les femmes aux hommes. Yajima, en particulier, prône la tempérance en raison de son bref mariage avec un alcoolique. Toutes deux œuvrent pour l'élimination de la prostitution, ainsi que de la culture des geishas et du concubinage. Tard dans sa vie, Yajima participe à des réunions internationales sur la paix et la tempérance, et rencontre des suffragistes américaines.

## Jeunesse
Yajima est née en 1833 à Kumamoto, au Japon. Elle est la sixième enfant et la cinquième fille d'une famille d'agriculteurs influents. Étant une fille plutôt qu'un garçon, ses parents ne s'intéressent guère à elle. Elizabeth Dorn Lublin écrit : « L'idéologie du danson johi (respecter les hommes et mépriser les femmes) qui a influencé cet accueil est restée la force dominante dans les premières années de Yajima. ». Elle reçoit une éducation féminine traditionnelle et ce n'est qu'à l'âge de vingt-cinq ans qu'elle épouse un samouraï nommé Hayashi Shichiro. Hayashi apprécie le saké et devient violent lorsqu'il est ivre. Yajima quitte ensuite son mari et retourne dans sa famille, refusant de revenir et se coupant les cheveux. Elle déménage finalement à Tokyo pour s'occuper de son frère. L'enseignement étant l'un des rares emplois rémunérés accessibles aux femmes de son époque, elle devient enseignante dans le nouveau système scolaire public de Tokyo après son divorce. Elle est ensuite transférée à l'école de la mission presbytérienne, car elle lui procure un revenu deux fois supérieur à celui de son poste dans le système scolaire public. C'est à cette époque qu'elle est attirée par le christianisme et commence finalement à travailler avec une missionnaire presbytérienne du nom de Maria True.

## Carrière

### Enseignement
Kaji Yajima est directrice d'une école missionnaire presbytérienne pour filles à Tokyo, pendant quarante ans,.

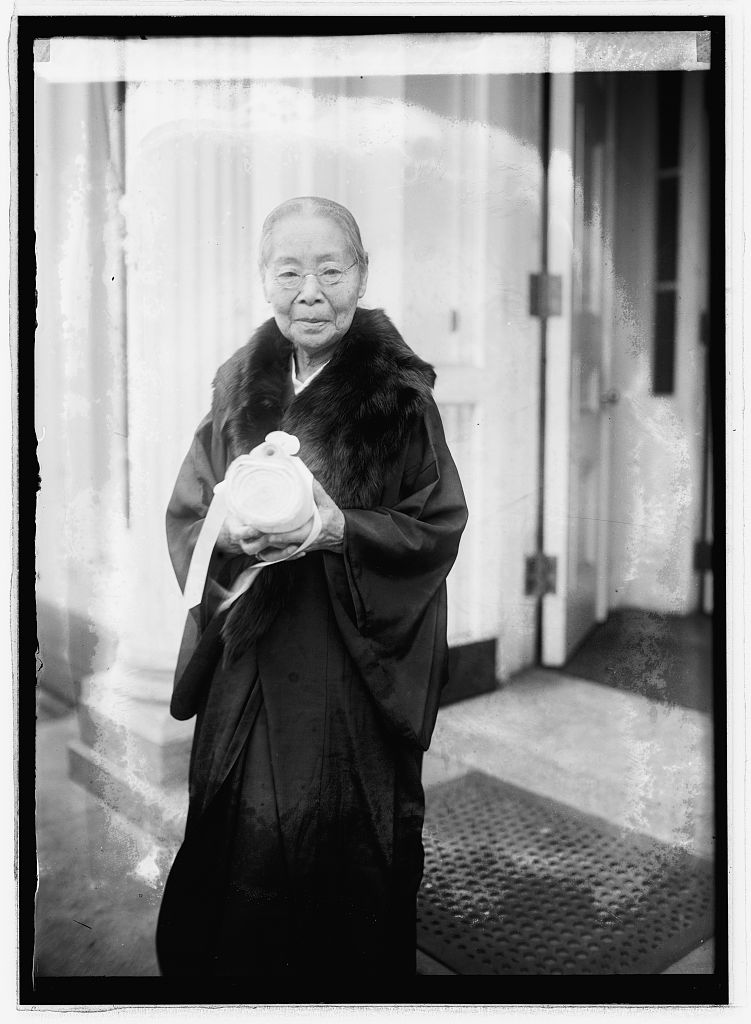
Kaji Yajima en 1921.

### Women’s Christian Temperance Movement
En juin 1886, la missionnaire Mary Clement Leavitt arrive au Japon. Ses conférences, qui font salle comble, incitent Yajima à fonder un syndicat. Fin 1886, Yajima contribue à la création du Tokyo Woman's Christian Temperance Movement (WCTU) avec vingt-huit autres femmes et en est nommée présidente, aux côtés de Sasaki Toyoju, secrétaire.
Les violences infligées par son mari et le fait d'être témoin des difficultés des étudiantes dont le père est alcoolique inculquent à Yajima une profonde aversion pour l'alcool et un intérêt pour la tempérance. Elle insiste pour que le mot « tempérance » (kinshu) figure dans le nom de la WCTU de Tokyo, en raison de son passé. Les parcours différents de la secrétaire et de Yajima sont une source de conflit entre les deux. Yajima, plus traditionnelle, estime que la tempérance est le problème le plus important que la WCTU doit résoudre. Elle soutient que les membres doivent « aider leurs maris au foyer [et] aider les hommes en société ». Sasaki, quant à elle, pense que la prostitution doit être au cœur du syndicat, ce qui conduit les deux syndicats à se battre pour le contrôle plutôt que pour la collaboration.

Yajima conserve la présidence jusqu'à ce qu'un accident la force à démissionner en 1889. Trois ans plus tard, elle est réélue et reprend ses fonctions jusqu'en 1903, où elle est à nouveau contrainte de quitter son poste, cette fois faute de voix suffisantes auprès des syndicalistes. Cette situation ne dure que quelques mois, la femme qui la remplace décédant et Yajima prenant sa place. Ce n'est qu'en 1921 que Yajima quitte définitivement la présidence. Elle rédige le journal japonais de tempérance, donne des conférences, mène des manifestations, collecte des fonds et représente le Japon lors de conférences internationales,.

Kaji Yajima montrant la pétition de paix qu'elle a présentée au président Warren G. Harding en 1921 ; d'après une publication de 1922.

### Profil international
Sa position de leader l'emmène à l'étranger dans ses soixante-dix et quatre-vingts ans,. En 1906, elle prend la parole à la convention mondiale de la WCTU à Boston ; lors de ce voyage, elle visite également New York, Philadelphie, Pittsburgh, Chicago et San Francisco, et se rend à la Maison Blanche avec d'autres militants de la tempérance pour rencontrer le président Theodore Roosevelt. En 1920, avec ses compatriotes Tsuneko Gauntlett et Michiko Kawai, elle se rend à Londres et à Genève pour des conférences internationales sur la tempérance et le suffrage, respectivement. En 1921, Kaji Yajima se rend à ses propres frais à Washington, DC pour la Conférence pour la limitation des armements, avec son assistant Azuma Moriya. Elle rencontre des suffragistes américaines, et le président Warren G. Harding, à qui elle remet une pétition de paix de 300 pieds de long signée par des femmes japonaises. Le prince Tokugawa organise une réception en son honneur lors de la conférence. Lors du même voyage, elle se rend à New York pour s'adresser à la Friends' Foreign Missionary Association, au conseil de mission presbytérien et à la Young Women's Christian Association.

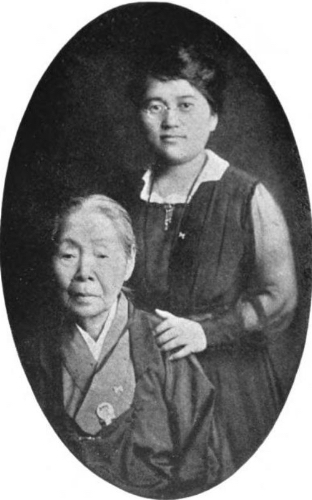
Yajima Kajiko avec sa secrétaire, Azuma Moriya d'après une publication de 1923.

Sa visite aux États-Unis en 1921 est couverte par de nombreux journaux et magazines américains ; elle en profite pour exprimer ses espoirs de paix mondiale : « Quand je serai partie, souvenez-vous que je me tenais ici, vous regardant droit dans les yeux, exprimant l’espoir que vous ferez tout ce qui est en votre pouvoir, comme le fera ce vieux corps, afin que le monde puisse désormais connaître la paix. Nous sommes arrivés au moment où non seulement nous désirons la paix, mais nous savons que nous devons l’avoir. ». Dans son message aux « femmes chrétiennes d’Amérique », Kaji Yajima assure son auditoire : « Les femmes japonaises veulent l’éducation, pas des cuirassés ni des armées. Elles veulent que le gouvernement dépense de l’argent, non pas pour des établissements militaires, mais pour des écoles. ».

## Vie personnelle et héritage
Yajima est mariée sans succès et a trois enfants ; elle quitte son mari alcoolique à l'âge de 40 ans et se convertie au christianisme à la quarantaine ; elle est baptisée presbytérienne à l'âge de 45 ans. Elle survit au grand tremblement de terre de Kantō de 1923 et décède en 1925, à l'âge de 93 ans,.
Après sa mort, le bâtiment abritant les bureaux de la WCTU japonaise est nommé en son honneur. Dans les années 1950, sa biographie est présentée dans la littérature chrétienne américaine comme un récit de second départ et de triomphe sur les obstacles. Son arrière-petit-fils, Yo Yuasa, est un médecin éminent dans le traitement de la lèpre. Sa petite-nièce, la suffragiste Kubushiro Ochimi, est également présidente de la WCTU japonaise.

## Autres sources
- (en) Yasutake, R., Transnational women's activism: the United States, Japan, and Japanese Immigrant Communities in California, 1859-1920, New York, NYU Press, 2004.